# جکپات (نوادا)
جکپات، نوادا (به انگلیسی: Jackpot, Nevada) یک سکونتگاه مسکونی در ایالات متحده آمریکا است که در شهرستان ایلکو، نوادا واقع شده‌است.

## خصوصیات
جکپات ۱٬۱۹۵ نفر جمعیت دارد و ۱٬۵۸۹ متر بالاتر از سطح دریا واقع شده‌است.